# 辉凤头鹦鹉
辉凤头鹦鹉（學名：Calyptorhynchus lathami）又称黑亮头凤头鹦鹉。体长约48厘米，数量较为稀少。主食木麻黄树的种子，也食用桉树叶和昆虫。